# La Tingue
La Tingue ist eine Ortschaft und die einzige Parroquia rural („ländliches Kirchspiel“) im Kanton Olmedo der ecuadorianischen Provinz Loja. Die Parroquia besitzt eine Fläche von 51,63 km². Die Einwohnerzahl lag im Jahr 2010 bei 668.

## Lage
Die Parroquia La Tingue liegt in den westlichen Anden im Süden von Ecuador. Die Parroquia erstreckt sich über den Osten des Kantons Olmedo. Entlang der südlichen Verwaltungsgrenze verläuft ein 2300 m hoher Bergkamm. Im Nordosten reicht das Verwaltungsgebiet bis zum Río Yaguachi, der das Areal nach Norden entwässert. Der etwa 1630 m hoch gelegene Hauptort befindet sich 8 km ostnordöstlich vom Kantonshauptort Olmedo. Eine 7 km lange Nebenstraße verbindet La Tingue mit der weiter südlich verlaufenden Fernstraße E50 (Arenillas–Loja).
Die Parroquia La Tingue grenzt im Nordosten und im Osten an die Parroquias Guayquichuma und Zambi (beide im Kanton Catamayo), im Süden an das Municipio von Catacocha (Kanton Paltas), im Westen an die Parroquia Olmedo sowie im Nordwesten an die Parroquia Chaguarpamba.

## Orte und Siedlungen
In der Parroquia gibt es folgende Barrios:
- Aguacillas
- Cola
- Carrizal
- Cordillera
- Granadillo
- La Tingue Centro
- Lobongo
- Santa Rosa
- Tambara
- Zapallal

## Geschichte
Die Gründung der Parroquia La Tingue wurde am 14. Juli 1955 im Kanton Paltas gegründet. Am 24. Februar 1997 wurde die Parroquia Teil des neu geschaffenen Kantons Olmedo.